# Burni Beberut
Burni Beberut är ett berg i Indonesien.   Det ligger i provinsen Sumatera Utara, i den västra delen av landet, 1 500 km nordväst om huvudstaden Jakarta. Toppen på Burni Beberut är 1 010 meter över havet, eller 222 meter över den omgivande terrängen. Bredden vid basen är 2,8 km.
Terrängen runt Burni Beberut är bergig åt nordost, men åt sydväst är den kuperad.  Trakten runt Burni Beberut är nära nog obefolkad, med mindre än två invånare per kvadratkilometer. I omgivningarna runt Burni Beberut växer i huvudsak städsegrön lövskog.